# السعد وعد (فلم)
السعد وعد فيلم مصري من إنتاج عام 1955.

## قصة الفيلم
شاب يطالبه الدائنون بما عليه من ديون، يستبدل شخصيته بشخصية ممثل انتحر غرقًا في النيل، يبحث عنه أحد وكلاء البنك ليسلمه الجائزة الأولى التي يستحقها، يتدخل ورثته ويقعون بين أيدي محتال، يحاول الشاب أن يكشف عن شخصيته ونوايا الورثة، وينجح في ذلك ويقبض الجائزة الأولى ويسدد ديونه.

## بطولة
- إسماعيل ياسين
- نجاح سلام
- مختار عثمان
- زينات صدقي
- محمد سلمان
- محمد الديب
- عبد المنعم إسماعيل
- محسن حسنين
- عبد الغني النجدي
- محمد شوقي
- سامية محسن
- رشاد حامد
- عبد المنعم بسيوني
- توفيق الدقن
- هيرمين

## فريق العمل
- إخراج: محمد عبد الجواد
- قصة: بديع خيري
- سيناريو: محمد عبد الجواد
- حوار: بديع خيري
- إنتاج: عبد الله نجيب
- توزيع: عبد الله نجيب
- مونتاج: كمال أبو العلا
- موسيقى تصويرية: بيبي المانزا
- مدير التصوير: محمد عبد العظيم
- تم التصوير في ستوديو الأهرام
- تم الطبع والتحميض في ستوديو الأهرام

## أغاني الفيلم
- كلمات: محمد علي أحمد، محمد حلاوة، عبد الجليل وهبي
- ألحان: حسين جنيد، كمال الطويل، فيلمون وهبي

## اسم الفيلم
تم تغيير اسم الفيلم من (محدش واخد منها حاجة) إلى (السعد وعد).

## وصلات خارجية
- مقالات تستعمل روابط فنية بلا صلة مع ويكي بيانات